# Kaatsbaan (Haarlem)
De Kaatsbaan (ook wel bekend als Huis met het Torentje) ligt in de huidige Haarlemmer Kweektuin en was een deel van de voorburcht van het voormalige Huis ter Kleef in Haarlem. Het werd gebouwd rond 1560 als overdekte kaatsbaan en is als enige deel niet door Don Frederik tijdens het Spaans beleg in 1573 opgeblazen.

## Bouw
De kaatsbaan op Huis ter Kleef werd rond 1560 in opdracht van Hendrik van Brederode gebouwd. Sindsdien is het gebouw qua grondplan vrijwel onveranderd gebleven. Het had waarschijnlijk bij de bouw een hoger, plat dak. Later is dat vervangen voor een schuin dak. De vensters in de zijgevel zijn later aangebracht.
Tijdens archeologisch onderzoek kwam men tot de conclusie dat de onderste laag stenen van de Kaatsbaan ouder zijn dan de rest van het gebouw. Men speculeert over de vraag of de Kaatsbaan toch is opgeblazen en op de restanten een nieuwe Kaatsbaan is gebouwd.
Een andere speculatie is het feit dat een bron een herberg noemt op het terrein waar de Kaatsbaan zou liggen. De Kaatsbaan zou voor 1573 dus ook een herberg geweest kunnen zijn.

## Functie

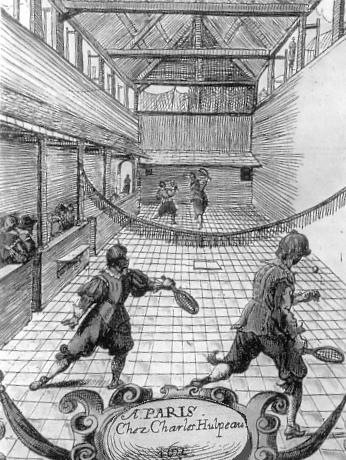
Kaatssport in de 16e eeuw (Frankrijk)

In dit gebouw werd vroeger gekaatst (Jeu de paume), de vroege vorm van tennis. De overdekte kaatsbaan heeft waarschijnlijk slechts korte tijd dienst kunnen doen als kaatsbaan. Van Brederode vluchtte in 1567 voor de Spanjaarden naar Duitsland en stierf daar in februari 1568. Tijdens het Beleg van Haarlem is de kaatsbaan door de Spanjaarden als gevangenis ingezet. Daarna is de kaatsbaan in gebruik geweest als woning.
In 1715 kocht de gemeente Haarlem de heerlijkheid en kwam zo in het bezit van de kaatsbaan. Deze werd verpacht als boerderij. In 1909 werd het een kantine van de stadskweektuinen, waar zich later ook een expositieruimte van het centrum voor natuur- en milieu-educatie vestigde.
De gemeente Haarlem heeft op 26 november 2013 het Plan voor de herontwikkeling van de Stadskweektuin goedgekeurd. In dit plan waarbij de Kweektuinen omgezet worden in een duurzaam park, wordt bij voorkeur een restaurant gehuisvest in de Kaatsbaan met een terras aan de oostzijde. Het historische gebouw zal eerst gerestaureerd en verbouwd worden.
Er is ook een initiatief om de kaatsbaan weer als tennisbaan te herstellen. Het zou hierdoor de oudste overdekte tennisbaan ter wereld zijn. De Royal Tennis Court van het Hampton Court Palace is eerder gebouwd, in 1528, maar slechts een van de huidige muren maakte onderdeel uit van deze tennisbaan van Hendrik VIII.